# Maximin Maria Meier
Maximin Maria Meier FSC (* 30. September 1913 als Johann Nepomuk Meier in Frommersbach, Kreis Saarburg; † 12. Februar 1945 in Manila, Philippinen) war ein deutscher Schulbruder und Märtyrer. 

## Leben
Johann Nepomuk Meier besuchte das Juvenat der Schulbrüder im 1920 gegründeten Kloster Maria Tann in Unterkirnach. Nach dem Noviziat in Bad Honnef (unter dem Ordensnamen Maximin Maria) lernte er im Scholastikat in Unterkirnach Englisch und ging nach Ceylon. Er unterrichtete an Ordensschulen in Malakka. Mit dem Ausbruch des Zweiten Weltkriegs wechselte er an das Kolleg der Schulbrüder in das anfänglich neutrale Manila auf den Philippinen. Er gehörte zu den wenigen, die erfolgreich Japanisch lernten. Kurz vor Kriegsende fiel er mit 40 anderen einem Massaker durch die japanische Besatzungsmacht zum Opfer.

## Gedenken
Die Römisch-katholische Kirche in Deutschland hat Bruder Maximin Maria Meier als Märtyrer in das deutsche Martyrologium des 20. Jahrhunderts aufgenommen.